# Velleron
Velleron (okzitanisch Veleron) ist eine französische Gemeinde mit 3138 Einwohnern (Stand 1. Januar 2022) im Département Vaucluse in der Region Provence-Alpes-Côte d’Azur. Sie gehört zum Kanton Le Pontet im Arrondissement Avignon.

## Lage
Velleron liegt zwischen Pernes-les-Fontaines und L’Isle-sur-la-Sorgue im Zentrum der landwirtschaftlich genutzten Ebene des Comtat Venaissin. Teile des Gemeindegebietes gehören zum Regionalen Naturpark Mont-Ventoux.

## Einwohnerentwicklung
| Jahr                       | 1962 | 1968 | 1975 | 1982 | 1990 | 1999 | 2008 | 2018 |
| -------------------------- | ---- | ---- | ---- | ---- | ---- | ---- | ---- | ---- |
| Einwohner                  | 1111 | 1134 | 1402 | 2054 | 2509 | 2829 | 3060 | 2967 |
| Quellen: Cassini und INSEE |      |      |      |      |      |      |      |      |

## Städtepartnerschaft
- Lucenay im Département Rhône, Frankreich

## Sehenswürdigkeiten
- Weiheinschrift für die Lokalgottheit Buxenus
- Mittelalterliches Schloss Crillon (zurzeit als Rathaus verwendet)
- Springbrunnen
- Alte Mühle
- Überreste eines Thermalbades
- Zwei Borien, die seit dem 28. August 1974 als Monument historique gelten

1174 gehörte die Kirche Saint-Michel dem Mensalgut der Abtei Saint-Eusèbe de Saignon an und existierte unter dem Namen Notre-Dame de Nazareth. Im dreizehnten Jahrhundert wurde sie von Astouaud, dem Herrscher es Ortes, zur Festungskirche ausgebaut. Durch Heirat ging sie an die Familie Crillon, die sich dort bestatten ließ, dann an die Familie Cambis, die eine Kapelle errichtete. Das Kirchenschiff bekam im vierzehnten Jahrhundert ein geripptes Kreuzgratgewölbe. Die heutige Fassade stammt aus dem achtzehnten Jahrhundert. Seit dem 11. März 2004 gilt die Kirche als Monument historique.
Die Kapelle der Grauen Büßer oder auch chapelle de la Croix wird ins Jahr 1681 datiert.

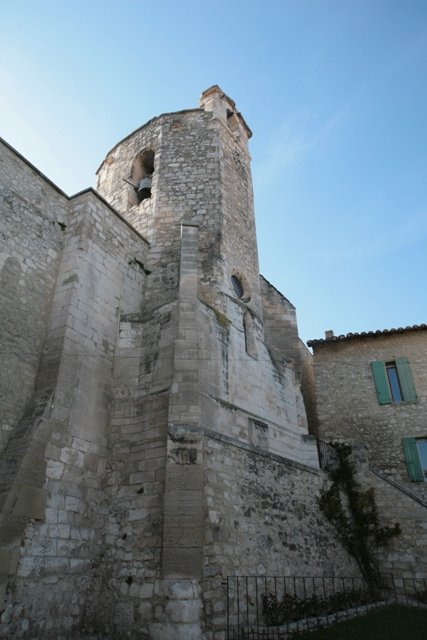
Kirche Saint-Michel
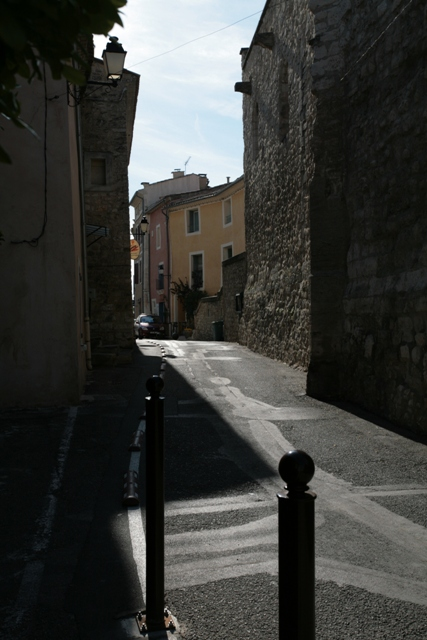
Alte Straße